# Richard Spare
Richard John Spare, (né en 1951) est un graveur, peintre et sculpteur britannique principalement connu pour ses pointes sèches, eaux-fortes et peintures à l'huile. Il est basé à Londres.

## Biographie
Spare a étudié au Maidstone College of Art (1971–74) (aujourd'hui University for the Creative Arts) où il a étudié la peinture sous la direction de Fred Cuming. En quittant l'école des beaux-arts, Spare a perfectionné ses compétences techniques chez Thomas Ross & Son de Putney (1974–77), où il a participé à la gravure d'estampes de George Stubbs, qui ont été vendues par la Tate Gallery, et à la rénovation de belles plaques aquatintes de Turner, qui ont été exposées à la Royal Academy of Arts Turner Bi-centenary Exhibition. Spare a également gravé des planches originales de maîtres tels que Hogarth, Cruikshank, Rowlandson, Gillray, Landseer et des mezzotintes de Martin.
Maître graveur, Spare a édité des œuvres pour de nombreux artistes contemporains, dont David Hockney, Robert Ryman, Francesco Clemente, Donald Sultan, Jim Dine et Keith Haring. En 1977, il a travaillé avec David Hockney en tant qu'assistant, mettant sur pied un atelier de gravure pour lui et imprimant cinq éditions du folio de Hockney The Blue Guitar,,. Le fait de pouvoir observer Hockney à l'œuvre sur ses décors de La Flute Enchantée à Glyndebourne a permis a Spare de développer ses intérêts techniques et son appréciation pour la forme simple.
En 1979, Spare participe à la gravure de William Daniell A Voyage Round Great Britain, vues topographiques de la Grande-Bretagne, pour la Tate Gallery. Une édition posthume des images de Ceri Richards ont suivi en 1979–81; vendue en même temps que l'exposition de son œuvre à la Tate Gallery en 1981.
Au début des années 1980, Spare a participé à la gravure du Florilège de Banks (Egerton-Williams Studio), le plus grand projet de gravure restauratrice du XXe siècle. Les planches pour les 743 gravures de plantes, issues des aquarelles de Sydney Parkinson, ont été réalisées lors du premier voyage de James Cook en Australie. Ayant été entreposées au British Museum pendant 200 years, envelopées dans un papier contenant de l'acide, elles s'étaient érodées. Une restauration méticuleuse et exigeante en encrage à la poupée a pris fin lorsque l'éditeur botanique du musée a réalisé une vérification de leur exactitude botanique avant qu'elles ne puissent être puliées.
En 1988, Spare a travaillé à New York avec Jasper Johns, à l'épreuvage et à la modification de gravures au carborundrum complexes.
En 1989, le projet The Valley de Keith Haring et William S. Burroughs a été entièrement gravé par Spare à Londres, et publié en 1990.

## Travail indépendant
Depuis la fin des années 80, Spare s'est concentré uniquement sur son propre travail, qui découle de la nature et des voyages. A ce jour, il a publié plus de 400 images. Ses pointes sèches originales gravées à la main et aquarelées sont admirées pour leur vue épurée et unique sur le monde, "la joie d'être". La couleur est un élément crucial du travail de Spare, chacune étant sélectionnée pour "vibrer avec le noir velours de la ligne de pointe sèche". Le jardin Wellington Studio de Spare à Charlton a été conçu comme une riche source d'inspiration. En mettant l'accent sur la faune, il s'agit d'un "petit havre" pour les sujets de beaucoup de ses œuvres. L'atelier Wellington est un "hommage" à l'art de l'estampe, avec cinq presses à graver anciennes restaurées, installées dans une remise victorienne aménagée.

## Expositions sélectionnées
Exposant fréquemment à l'Exposition d'été de la Royal Academy, Spare y a exposé 40 œuvres individuelles sur 27 ans, de 1973 à 2019,,,,,,,,,,,,,,,,,,,,,,,,,,.
Spare a été invité comme exposant à l'exposition The Discerning Eye aux Mall Galleries.
Spare expose aussi régulièrement ses œuvres à l'étranger : Les expositions internationales individuelles comportent une série d'expositions annuelles dans des villes à travers le Japon, y compris Tokyo, Fukuoka, Osaka, Yokohama, Hiroshima, Matsuyama, Sendai, Sapporo, Kobe, Kyoto, Nagoya, Kagoshima, Kawagoe et Nara, sur 11 ans. Plus récemment, il a participé à des expositions individuelles à Ballarat et Daylesford, Victoria, Australie. Il a été l'artiste invité international de l'exposition Toorak Village Art Affair, à Melbourne en 2012.
Parmi les expositions individuelles au Royaume-Uni, Spare a notamment exposé à The Craft Centre & Design Gallery, Leeds City Art Gallery, Trevelyan College, Université de Durham et à la Cambridge Gallery.
Parmi les expositions mixtes notables, on peut citer The Art on paper Fair au Royal College of Art, les expositions ouvertes de The Royal Society of Painter-Etchers and Engravers, The Originals, les expositions ouvertes de Society of Wildlife Artists et Royal Society of British Artists aux Mall Galleries, les expositions ouvertes des Folkestone Metropole Galleries et de Whitechapel.

## Collections
Les œuvres de Richard Spare font partie de nombreuses collections publiques et privées dans le monde entier, notamment:
- Victoria & Albert Museum, London
- British Library, London
- Leeds Art Gallery
- Bibliothèque Centrale et Régionale de Berlin
- Federation University Australia, Victoria
- Chelmsford Museum
- Maidstone Museum & Art Gallery
- Université Aston, Birmingham
- Université de Durham

## Publications
- Illustration de couverture (Snowdrop) pour la publication de poésie Iron String (A. Lighthart, Airlie Press, Oregon, 1er octobre 2013  (ISBN 098210667X)).
- Rowing Boat I reproduit pour illustrer une pointe sèche dans Etching – a guide to traditional techniques (A. Smith, The Crowood Press, 2004  (ISBN 1861265972)).
- Galerie d'Amour (J. Powls, Poetry@MMD, 1998  (ISBN 0953478505)). Illustré par Richard et Kay Spare.
- Richard Spare – Printmaker (Beatrice Royal Contemporary Art & Craft, The Beatrice Royal Art Gallery, Tramman Trust, 2000).

### Biographie
- (en) M. Butlin, J. Gage, E. Joll, A. Wilton, Turner 1775–1851: Bicentenary Exhibition Catalogue, Londres, Tate, 1974.
- (en) Judith A. Diment, Christopher J. Humphries, Linda Newington & Elaine Shaughnessy, Catalogue of the natural history drawings commissioned by Joseph Banks on the Endeavour voyage 1768–1771 held in the British Museum (Natural History), Part I: Botany: Australia, Londres, Bulletin of the British Museum (Natural History) Historical Series Volume 11, 1984.
- (en) Judith A. Diment, Christopher J. Humphries, Linda Newington & Elaine Shaughnessy, Catalogue of the natural history drawings commissioned by Joseph Banks on the Endeavour voyage 1768–1771 held in the British Museum (Natural History), Part I: Botany: Brazil, Java, Madeira, New Zealand, Society Islands and Tierra del Fuego, Londres, Bulletin of the British Museum (Natural History) Historical Series Volume 12, 1987.
- Keith Haring et William Burroughs, The Valley, New York, George Mulder Fine Arts.